# Lithi (dược phẩm)
Các hợp chất lithi, còn được gọi là muối lithi, là một loại dược phẩm chủ yếu được sử dụng với vai trò một loại thuốc tâm thần. Chúng có thể hỗ trợ trong điều trị rối loạn trầm cảm khi bệnh không tiến triển sau khi sử dụng các thuốc chống trầm cảm khác, và rối loạn lưỡng cực. Trong những rối loạn này, chúng cũng giúp làm giảm nguy cơ tự tử. Lithi được uống qua đường miệng.
Các tác dụng phụ thường gặp bao gồm tăng tiểu tiện, bị run tay và khát nước. Tác dụng phụ nghiêm trọng hơn có thể có như suy giáp, đái tháo nhạt, và bị nhiễm độc lithi. Theo dõi nồng độ máu được khuyến khích để giảm nguy cơ nhiễm độc tiềm tàng. Nếu nồng độ trở nên quá cao, tiêu chảy, nôn mửa, phối hợp kém, buồn ngủ và ù tai có thể xảy ra. Nếu sử dụng trong khi mang thai, lithi có thể gây ra vấn đề ở trẻ. Chúng có vẻ an toàn khi sử dụng trong khi cho con bú. Muối lithi được phân loại là chất ổn định tâm trạng. Cách thức hoạt động của thuốc này lại không được biết cụ thể.
Vào thế kỷ XIX, lithi được sử dụng ở những người bị bệnh gút, động kinh và ung thư. Việc sử dụng chúng trong điều trị rối loạn tâm thần bắt đầu vào năm 1948 bởi John Cade ở Úc. Nó nằm trong danh sách các thuốc thiết yếu của Tổ chức Y tế Thế giới, tức là nhóm các loại thuốc hiệu quả và an toàn nhất cần thiết trong một hệ thống y tế. Lithi có sẵn dưới dạng thuốc gốc. Chi phí bán buôn ở các nước đang phát triển trong năm 2014 là từ 0,12 đến 0,20 USD mỗi ngày. Tại Hoa Kỳ với liều lượng thông thường, chi phí khoảng 0,90 đến 1,20 USD cho mỗi ngày.